# Zäziwil

Luftbild aus 300 m von Walter Mittelholzer (1926)

Zäziwil (berndeutsch Zäziwiu [t͡sæt͡siviːu]) ist eine politische Gemeinde im Verwaltungskreis Bern-Mittelland des Kantons Bern in der Schweiz.

## Geographie
Zäziwil liegt auf 686 m ü. M., 4 km nordöstlich von Konolfingen und 17 km ostsüdöstlich der Stadt Bern (Luftlinie). Das Dorf erstreckt sich in der breiten Talsenke der Chise zwischen den Höhen der Blasenflue im Norden und des Kurzenbergs im Süden, beidseits des hier in die Chise mündenden Zäzibachs.
Die Fläche des 5,41 km² grossen Gemeindegebiets umfasst einen Abschnitt des relativ stark reliefierten Hügellandes zwischen dem Aaretal und dem Emmental. Der zentrale Teil wird vom breiten oberen Chisetal eingenommen, das mit seiner Talwasserscheide einen einfachen Übergang vom Aaretal ins Emmental gewährleistet. Die Talsenke weist im Bereich von Zäziwil eine Breite von rund 1 km auf, wird aber durch den Riegel des Bärwilhubels (724 m ü. M.) östlich des Dorfes eingeengt. Nach Norden erstreckt sich der Gemeindeboden in den unteren Abschnitt des Zäzibachtals und über den Steilhang des Buelenbergwaldes bis auf den Spitzchnubel (Ausläufer des Blasenfluemassivs), auf dem mit 963 m ü. M. der höchste Punkt von Zäziwil erreicht wird.
Südlich der Talsenke reicht der Gemeindebann über das Bärbachtälchen und die Rodungsinsel von Reutenen bis auf die zum Kurzenberg gehörenden Höhen von Hüttewald (923 m ü. M.), Leenhubel (909 m ü. M.) und Schafegg (932 m ü. M.). Von der Gemeindefläche entfielen 1997 10 % auf Siedlungen, 26 % auf Wald und Gehölze und 64 % auf Landwirtschaft.
Zu Zäziwil gehören die Weiler Leimen (712 m ü. M.) und Länzligen (740 m ü. M.) am westlichen Dorfrand, Reutenen (838 m ü. M.) und Oberreutenen (880 m ü. M.) in einer Rodungsinsel auf der Nordabdachung des Kurzenbergs sowie verschiedene Hofgruppen und Einzelhöfe. Nachbargemeinden von Zäziwil sind Oberthal, Bowil, Oberhünigen, Mirchel und Grosshöchstetten.

## Geschichte
Die Siedlung Zäziwil wurde wahrscheinlich in der Zeit zwischen 700 und 900 nach Christus von den Alemannen gegründet. Im Hochmittelalter entstanden verschiedene Holz-Erde-Burgen, von denen der Zwingherrenhubel im Siehenwald heute noch am besten erhalten ist. Die erste urkundliche Erwähnung des Ortes erfolgte 1299 unter dem Namen Cezzenwile. Später erschienen die Bezeichnungen Zetzenwile (1320), Zätzenwile (1330), Zezenwilen (1356), Zetzenwil (1389) und Zätzenwyl (1681). Der Ortsname entstand möglicherweise durch die Agglutination der Präposition zu an einen althochdeutschen Personennamen der Form Az(z)o oder Ez(z)o. Auch die Namen Zaz(z)o oder Zez(z)o kommen als Deutung in Frage. Der Name bedeutet demnach beim Gehöft des Azo (respektive eine der anderen Namensvarianten).
Im Mittelalter gehörte Zäziwil zur Herrschaft Signau, welche der Oberhoheit der Grafen von Kyburg unterstand. Zusammen mit Signau kam das Dorf im Jahr 1399 an die Stadt Bern, wurde aber an die Bernburger von Büren weiterverkauft. Nachdem Zäziwil 1529 unter die direkte Herrschaft der Stadt Bern gelangt war, wurde es der neu geschaffenen Landvogtei Signau zugeordnet; Gerichtsort war Konolfingen. Nach dem Zusammenbruch des Ancien Régime (1798) gehörte Zäziwil während der Helvetik zum Distrikt Höchstetten und ab 1803 zum Oberamt Konolfingen, das mit der neuen Kantonsverfassung von 1831 den Status eines Amtsbezirks erhielt.

## Bevölkerung
Mit 1636 Einwohnern (Stand 31. Dezember 2023) gehört Zäziwil zu den mittelgrossen Gemeinden des Kantons Bern. Von den Bewohnern sind 96,8 % deutschsprachig, 1,1 % italienischsprachig, und 0,6 % sprechen Türkisch (Stand 2000). Die Bevölkerungszahl von Zäziwil belief sich 1850 auf 1042 Einwohner, 1900 auf 1228 Einwohner. Im Verlauf des 20. Jahrhunderts pendelte die Bevölkerungszahl zunächst im Bereich zwischen 1150 und 1300 Personen. Seit 1980 (1144 Einwohner) wurde eine deutliche Bevölkerungszunahme verzeichnet.

## Politik
Zäziwil bildet mit Oberhünigen einen Abstimmungskreis, die folgenden Zahlen enthalten deshalb die Stimmen beider Gemeinden.
Bei den Nationalratswahlen 2023 betrugen die Wähleranteile in Zäziwil und Oberhünigen (in Klammern die Veränderung im Vergleich zu den Wahlen 2019 in Prozentpunkten): SVP 43,54 % (+0,91), Mitte 13,41 % (+0,01), SP 12,16 % (+2,81), EDU 6,69 % (+0,63), EVP 6,39 % (+0,87), glp 5,69 % (−0,49), Grüne 5,62 % (−2,36), FDP 2,79 % (−1,34), Weitere 3,71 % (−1,02).

## Wirtschaft
Zäziwil war bis in die zweite Hälfte des 20. Jahrhunderts ein vorwiegend durch die Landwirtschaft geprägtes Dorf. Noch heute haben der Ackerbau, die Milchwirtschaft und die Viehzucht einen wichtigen Stellenwert in der Erwerbsstruktur der Bevölkerung. Zahlreiche weitere Arbeitsplätze sind im lokalen Kleingewerbe und im Dienstleistungssektor vorhanden. In Zäziwil sind heute Betriebe des Baugewerbes, des Maschinenbaus, der Kunststoffindustrie, der Elektrobranche, mechanische Werkstätten und Schreinereien vertreten. Im Dorf gibt es eine Indoor-Kletteranlage. In den letzten Jahrzehnten hat sich Zäziwil zu einer Wohngemeinde entwickelt. Viele Erwerbstätige sind deshalb Wegpendler, die hauptsächlich in den grösseren Ortschaften der Umgebung und in der Agglomeration Bern arbeiten.

## Verkehr
Die Gemeinde ist verkehrstechnisch recht gut erschlossen. Sie liegt an der Hauptstrasse, die von Bern via Langnau im Emmental nach Luzern führt. Am 1. Juni 1864 wurde der Abschnitt Gümligen–Langnau im Emmental der Eisenbahnlinie Bern–Luzern mit einem Bahnhof in Zäziwil eröffnet. Der Postautokurs nach Oberthal wurde im Sommer 2014 eingestellt.

## Brauchtum
Alljährlich am letzten Mittwoch im September wird in Zäziwil seit 1954 das Volksfest der Brächete durchgeführt. Hierbei wird dem interessierten Publikum die Flachsbearbeitung gezeigt, wie sie während des 19. Jahrhunderts ausgeführt wurde.

## Persönlichkeiten
- Sandro Aeschlimann (* 1994), Eishockeytorwart

## Sehenswürdigkeiten
Die reformierte Kirche von Zäziwil wurde 1964 gebaut. Erwähnenswert ist auch der Gasthof «Krone», ein Kreuzfirstständerbau mit drei Ründefronten aus der Zeit um 1800. Im alten Ortskern sind verschiedene stattliche Bauernhäuser im Berner Stil aus dem 18. und 19. Jahrhundert erhalten.

## Bilder

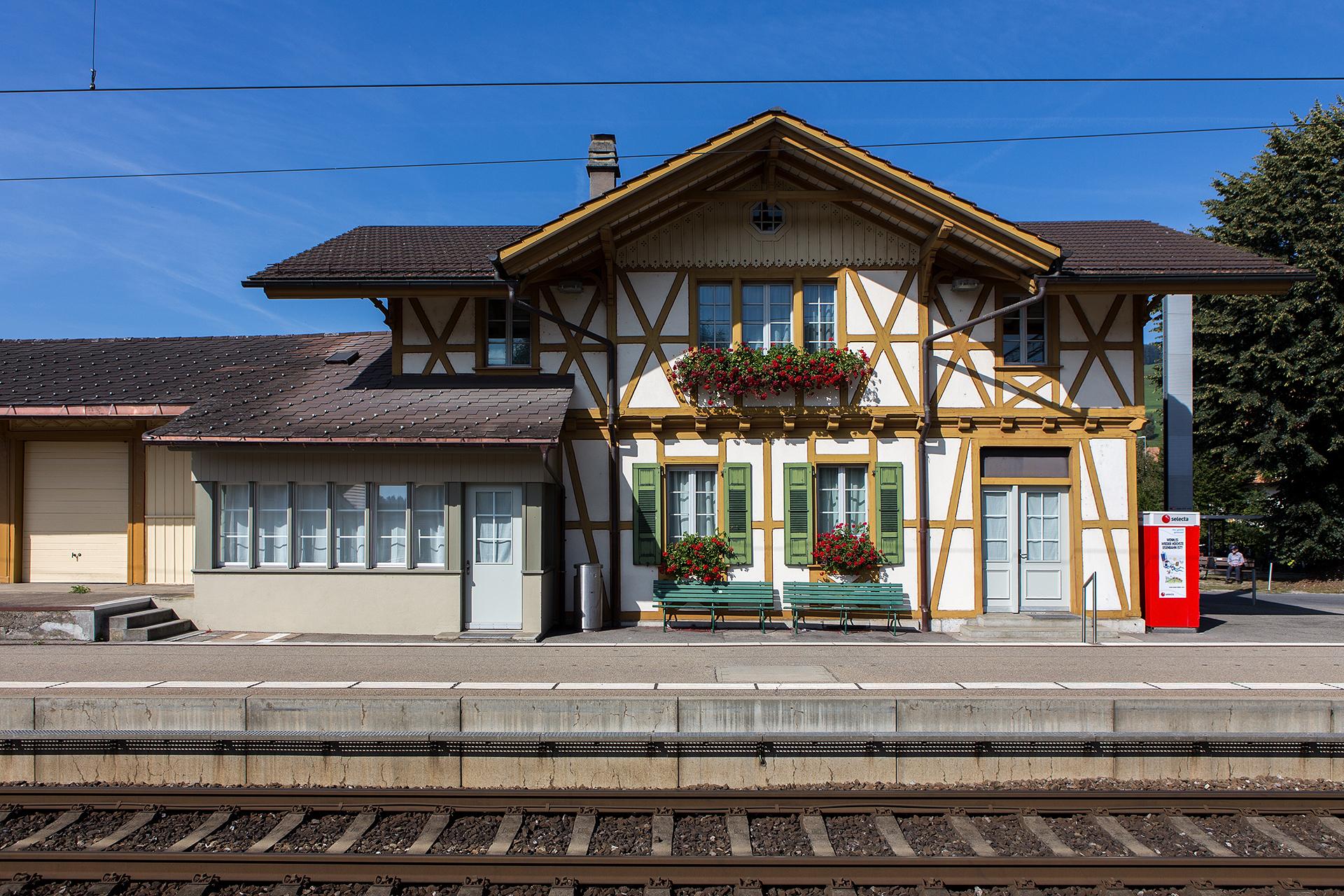
Bahnhof
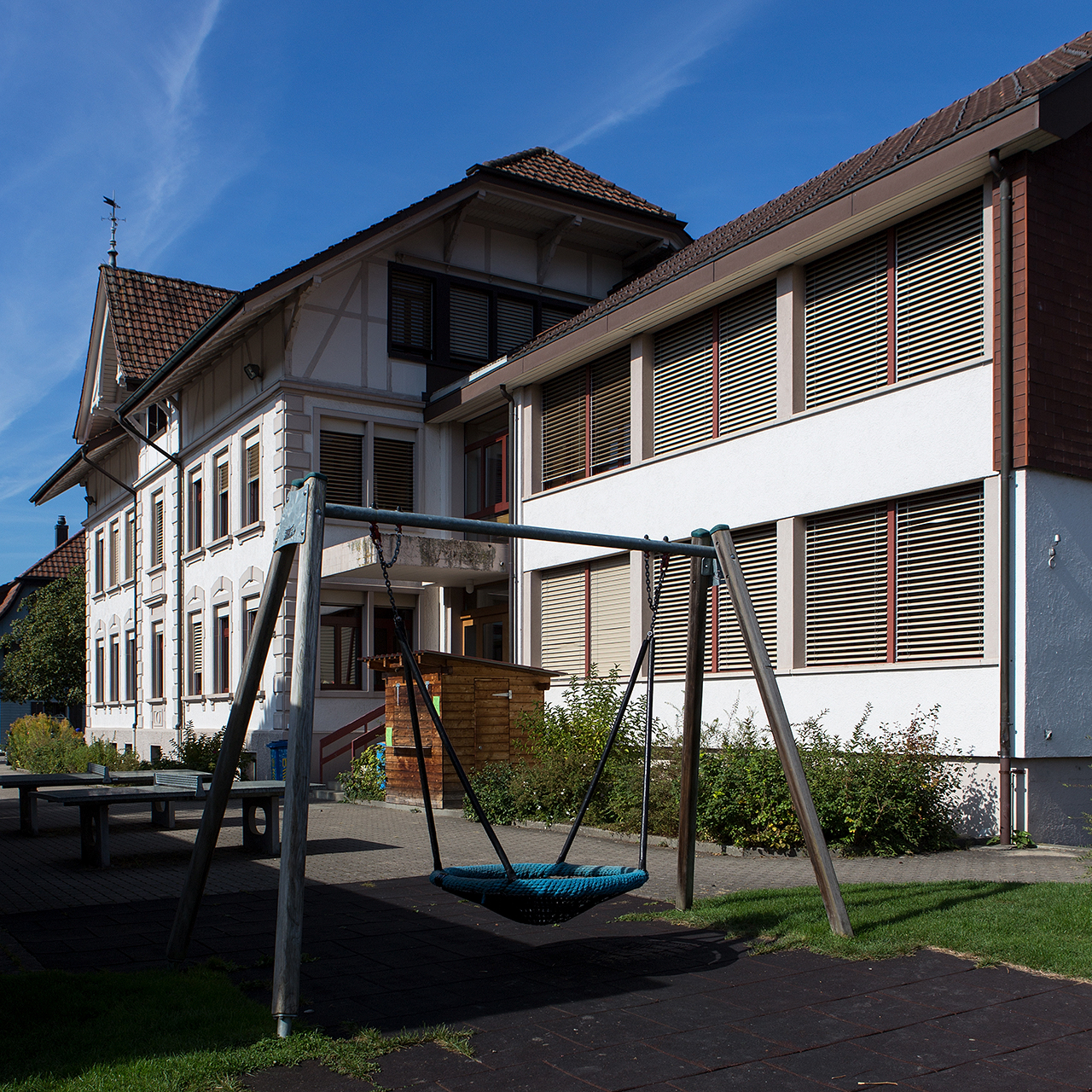
Schulhaus
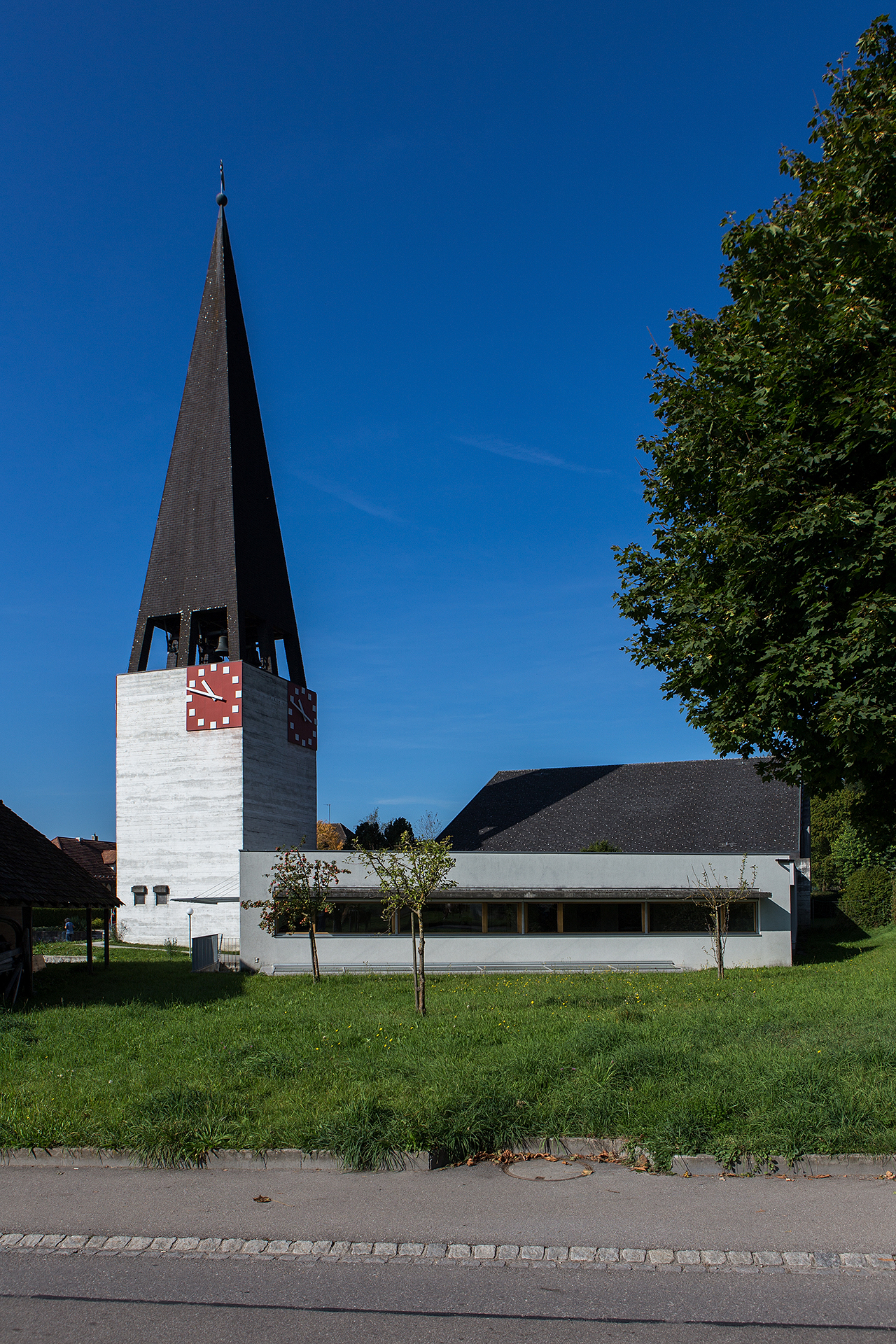
Reformierte Kirche
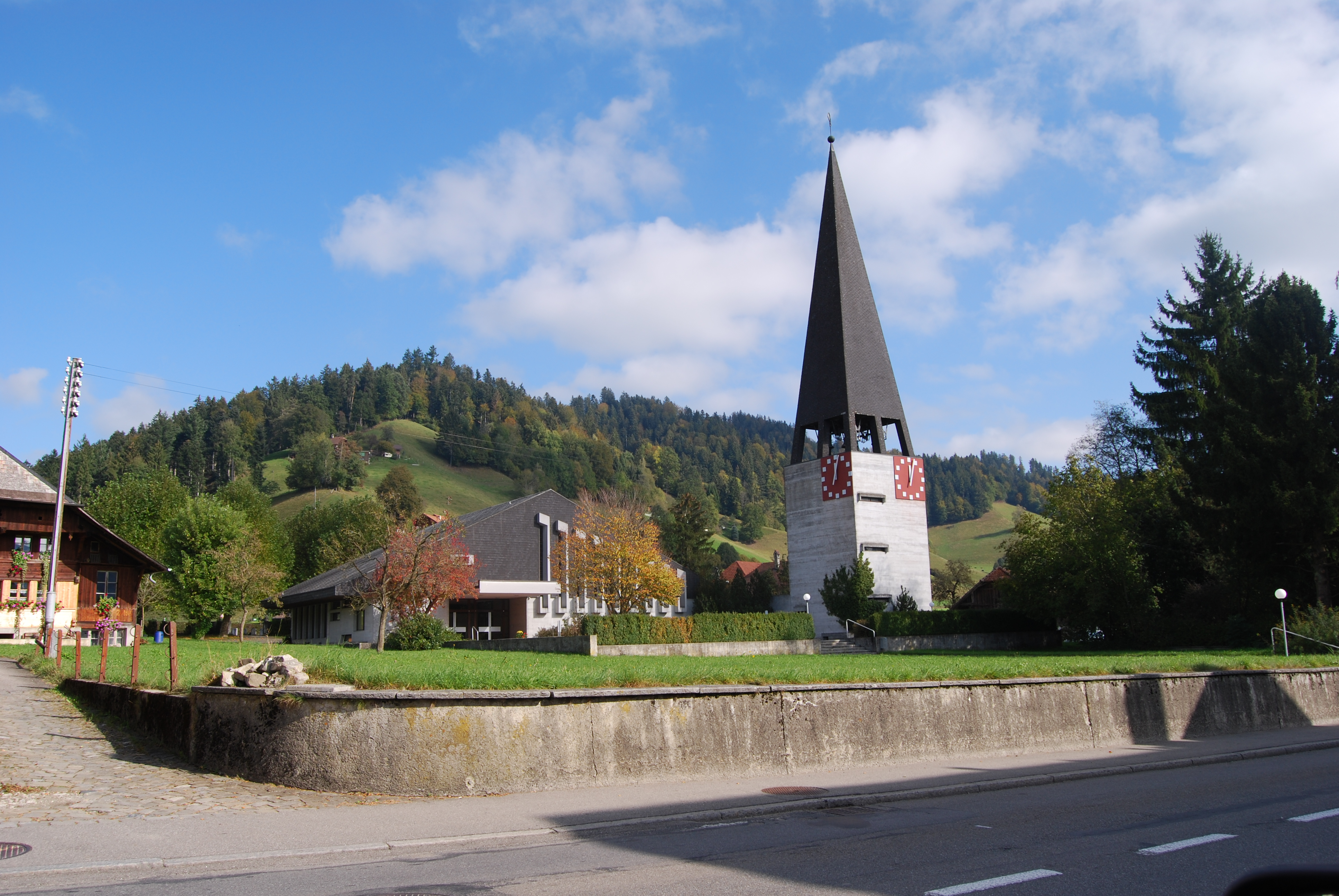
Reformierte Kirche
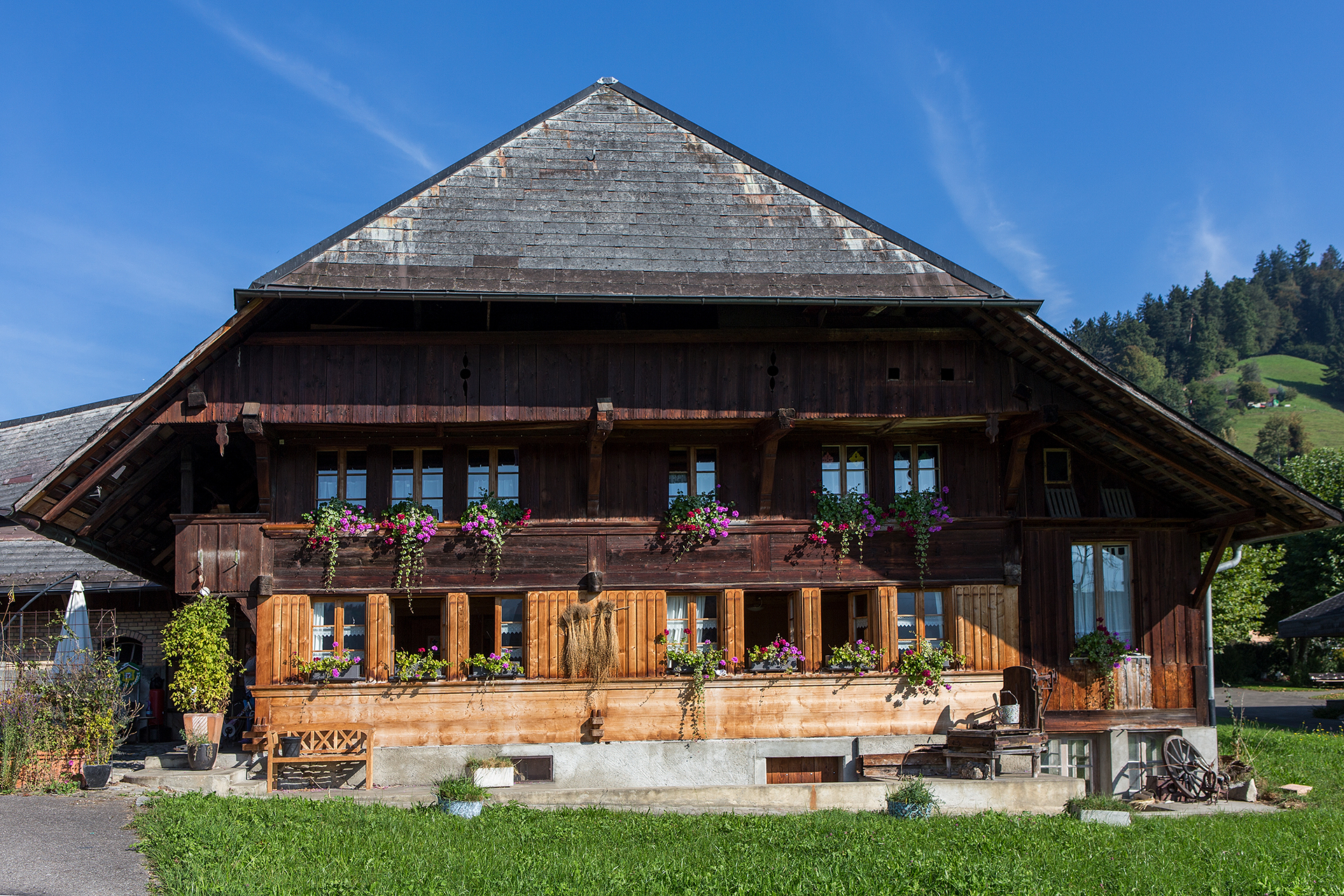
Bauernhaus
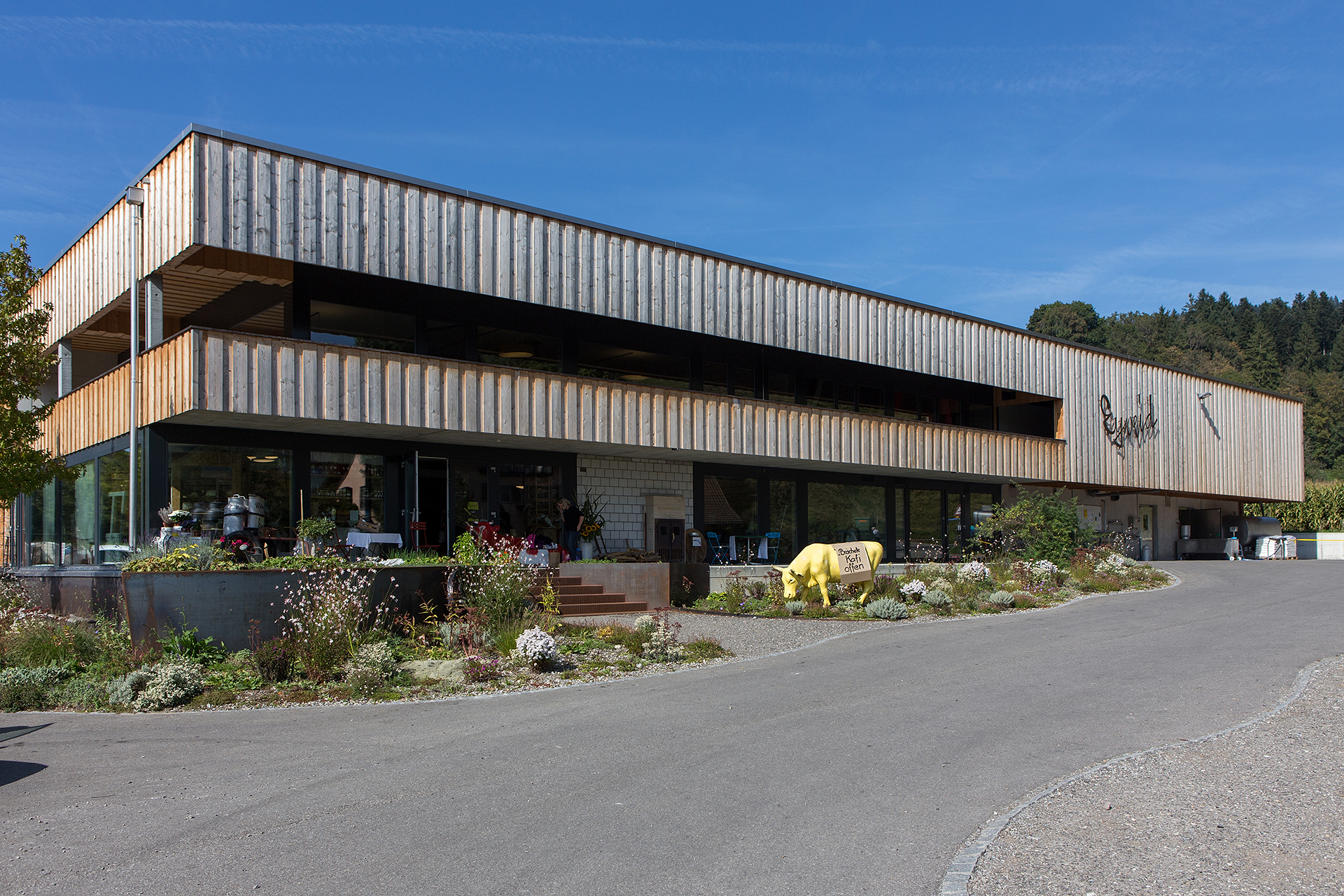
Chäsi Eyweid
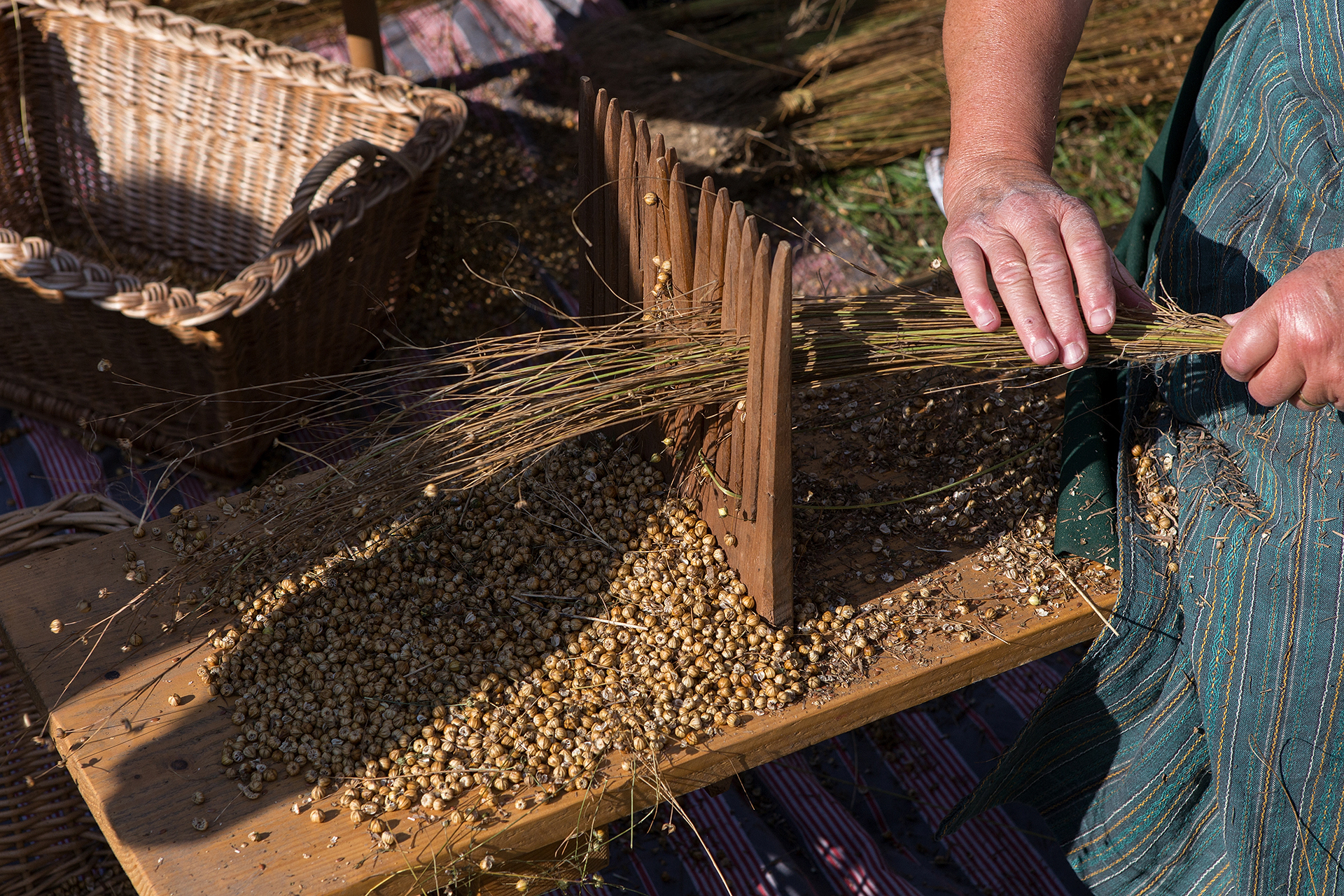
Brächete: Leinen riffeln
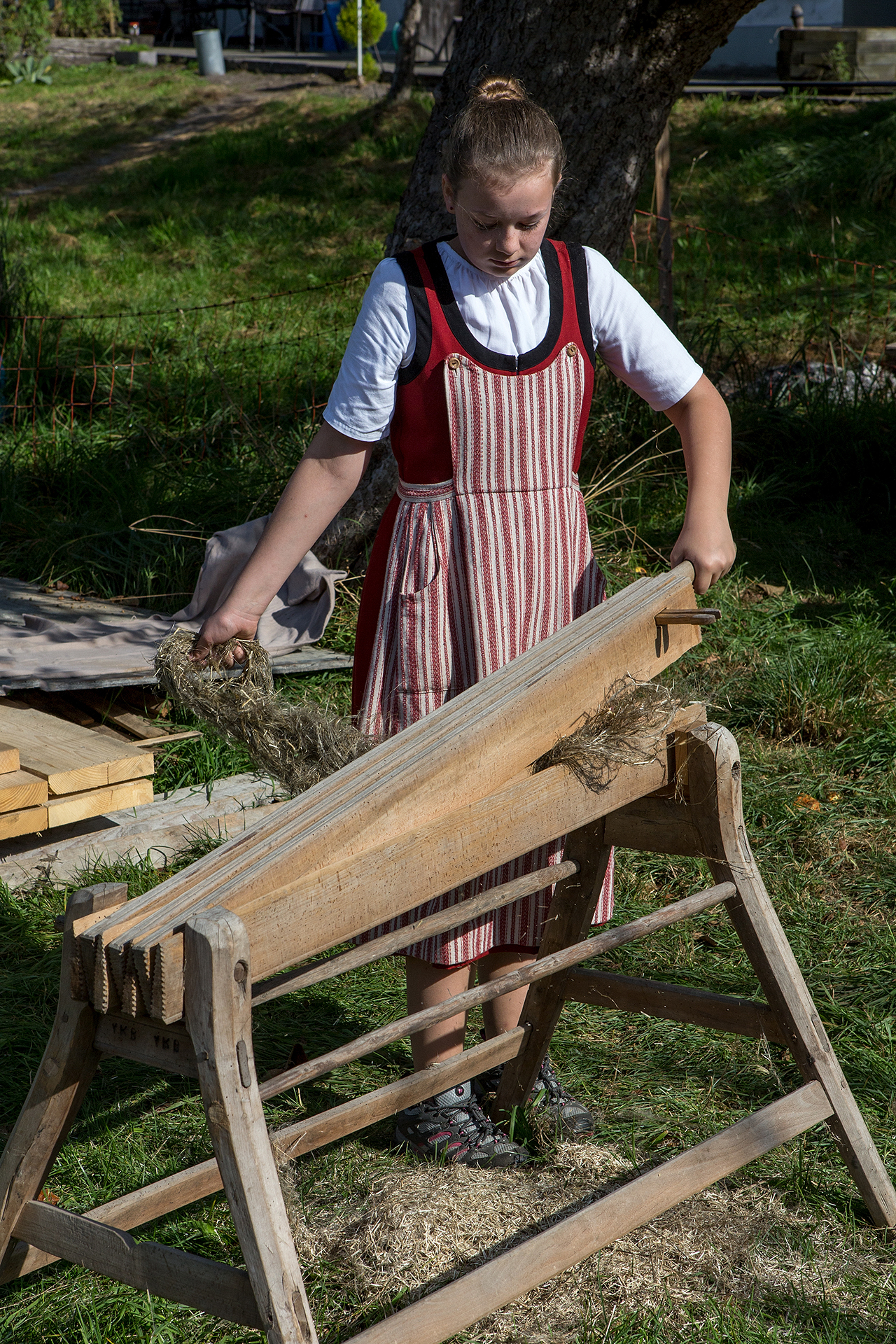
Brächete: Leinen brechen
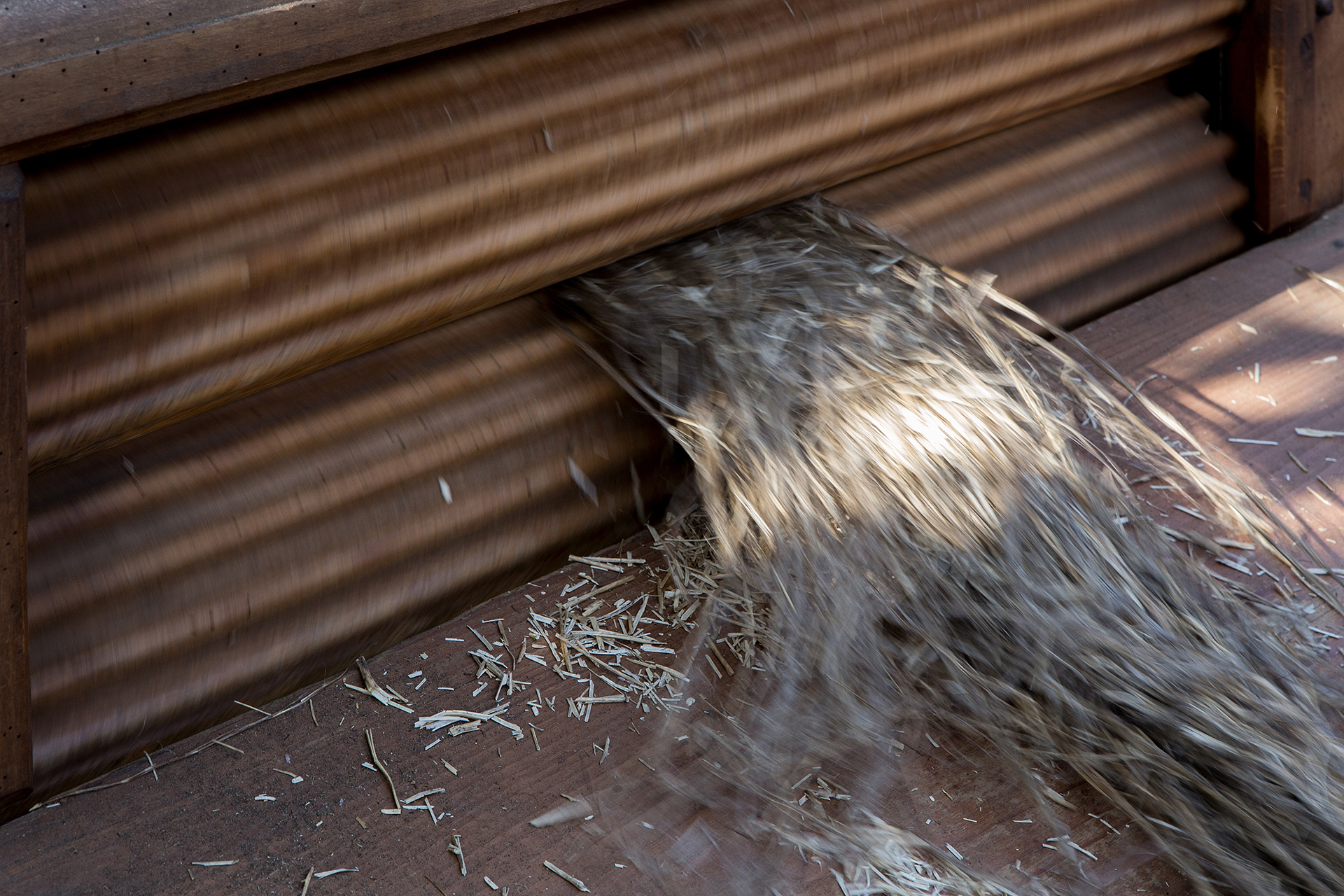
Brächete: Leinen schwingen
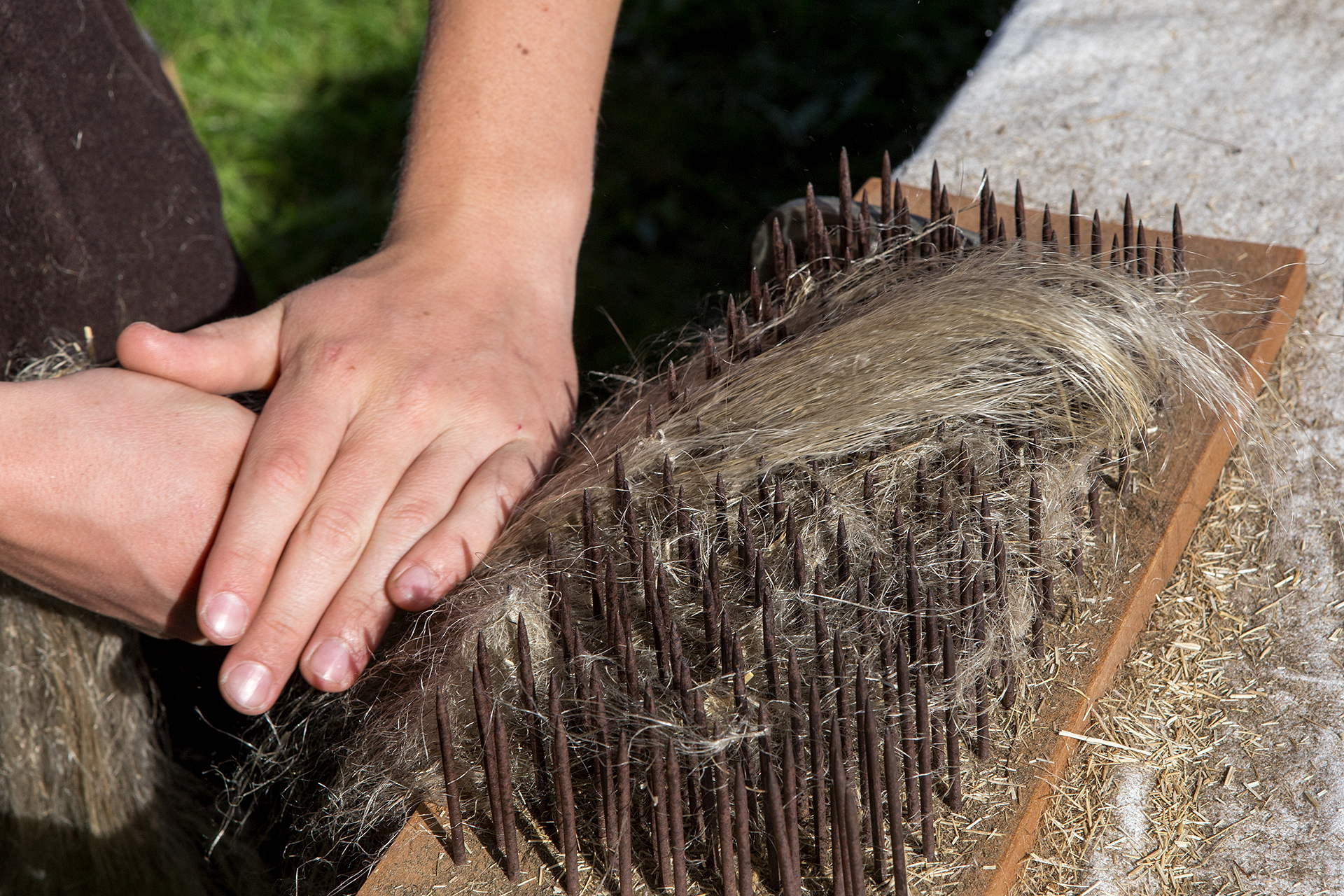
Brächete: Leinen hecheln